# دلداده (فیلم ۲۰۱۵)
دلداده (به هندی: Dilwale) یک فیلم رومانتیک موزیکال اکشن و کمدی هندی به کارگردانی روهیت شتی محصول ۲۰۱۵ میلادی است. تهیه‌کنندگان این فیلم گوری خان و روهیت شتی هستند.
شاهرخ خان، کاجول، وارون دهاوان، کریتی سانون، بومان ایرانی، وینود کانا، کبیر بدی با حضور جانی لور و وارون شارما در این فیلم نقش‌آفرینی می‌کنند.

## داستان
کالی(شاهرخ خان) فرزندخواندهٔ فردی خلافکار به نام رندیر است و به عبارتی دست راست پدر خود می‌باشد و در بیشتر معامله‌ها به پدر خود کمک می‌کند. او یک برادر کوچک‌تر به نام ویر(وارون دهاوان)دارد اما ویر نمی‌داند او و برادرش تنی نیستند… کالی در جریان یک تصادف با میرا (کاجول)آشنا می‌شود و کم‌کم به او علاقه‌مند می‌شود. کالی و پدرش یک دشمن بزرگ به نام مالک داشتند که همیشه درصدد بودند او و افرادش را از سر راه بردارند… یک روز وقتی که کالی در حال انتقال شمش‌های طلا بود افرادی از طرف مالک راه او را بستن… ناگهان کالی میرا را در میان آنها دید و متوجه شد که میرا دختر مالک است و تمام این مدت در حال فریب دادن کالی بوده و کالی بسیار ناراحت می‌شود … از طرفی میرا از کار خود پشیمان می‌شود و این علاقه را در وجود خود نیز احساس می‌کند و تصمیم می‌گیرد که از کالی عذرخواهی کند کالی هم او را می‌بخشد و آنها برای راضی کردن پدرهایشان یک ملاقات ترتیب می‌دهند اما مالک از فرصت پیش آمده برای کشتن رندیر استفاده می‌کند و در نهایت هردوی آنها می‌میرند میرا که به اشتباه فکر می‌کند کالی پدرش را کشته به او شلیک می‌کند پس از آن حادثه کالی و میرا از هم دور شدند… پانزده سال بعد نشان داده می‌شود که کالی خلاف را کنار گذاشته و به همراه برادرش ویر زندگی می‌کند. ویر پس از مدتی به دختری زیبا و تحصیل کرده به نام ایشیتا(کریتی سانون)علاقه‌مند می‌شود… کالی برای آشنایی بیشتر به خانهٔ ایشیتا می‌رود اما ناگهان متوجه می‌شود که ایشیتا خواهر میراست پس با این ازدواج مخالفت می‌کند… پس از مدتی میرا که همچنان فکر می‌کرد کالی پدرش را کشته با یکی از زیردستان نزدیک پدرش ملاقات می‌کند و او به میرا می‌گوید کالی پدرش را نکشته و همه چیز تقصیر پدرش مالک بوده… سپس میرا و کالی دوباره در کنار هم قرار می‌گیرند و ویر و ایشیتا نیز به هم می‌رسند.